# Òric
Òric, Òricos, Òricon o Òricum (grec antic: Ὠρικός/Ώρικον, llatí: Oricum) fou una ciutat portuària de l'antiga Grècia situada a la regió de l'Epir. A l'antiguitat, fou important perquè era el port més pròxim a Brundísium, que permetia el pas per mar d'Itàlia a Grècia.
Era situada al sud d'Apol·lònia, a l'altra banda del riu Aoos. Era considerada la primera ciutat de l'Epir, que s'estenia cap al sud, fins al golf d'Ambràcia.
Existien diversos mites entorn del seu origen. Els Iambes al Rei Nicomedes recullen una versió segons la qual fou fundada pels habitants d'Eubea quan tornaven de la Guerra de Troia. Per altra banda, Apol·loni de Rodes recull un altre mite, pel qual hauria estat fundada pels colquis que era una colònia de la Còlquida, tradició seguida per Plini el Vell. En realitat, probablement era una colònia de Corcira, que al seu temps havia estat fundada per ciutadans de Corint, de manera que els seus habitants eren de raça dòrica. Constituí una polis independent, ja esmentada per Heròdot i Hecateu.
L'any 214 aC la va conquerir Filip V de Macedònia, però pocs anys després Marc Valeri Leví, comandant de Brundísium, la va ocupar amb una sola legió i una petita flota, segons Titus Livi. Després de la Tercera Guerra Macedònica (acabada el 168 aC), Luci Emili Paule va embarcar les tropes romanes victorioses a Òric pel seu retorn a Itàlia.
Durant la Segona guerra civil romana, Juli Cèsar va desembarcar a Paleste i va marxar contra Òric, on era estacionat un esquadró de la flota pompeiana. Els habitants de la ciutat van dir que no es volien enfrontar amb Cèsar, i el seu governador, Luci Manli Torquat, li va lliurar la ciutat. Va portar les poques naus que tenia al port de la ciutat i va blocar el port, enfonsant-ne una. Gneu Pompeu, el fill de Pompeu, va atacar aquest port i va aconseguir entrar; va apropiar-se de quatre naus i va cremar la resta.
El seu port va continuar sent un punt important a l'Adriàtic durant l'Imperi, port que, segons Estrabó, s'anomenava Panorm. Al segle ii, Herodes Àtic va restaurar la ciutat. A l'edat mitjana s'anomenà Ericó i, per semblança a la ciutat de Jordània, Jericó (Ἰεριχῶ). De tota manera, la ciutat feia segles que havia perdut importància, eclipsada per Aulona. Actualment, a uns tres quilòmetres a l'est de les ruïnes de la ciutat hi ha una vila anomenada Orikum, que els otomans anomenaren Pashaliman.
Virgili diu que Òric era famosa per la seva trementina, i altres autors parlen de la qualitat del seu boix.